# Jannie Stalknecht
Jannie Groenendal-Stalknecht (* 16. Oktober 1928 in Groningen; † 25. Juli 2017) war eine niederländische Jazzsängerin. Unter dem Pseudonym Martina war sie die erste Jazzsängerin, die auf friesischem Platt sang.

## Leben und Wirken
Stalknecht wuchs in einer musikalischen Familie auf: Ihr Vater spielte als Amateur Trompete in einer Marschkapelle; ihr Bruder Roelof Stalknecht (1926–1995) wurde als Jazzpianist bekannt. Gemeinsam mit ihm und ihrer Schwester Rika, bildete sie das Trio The Three Marshalls, das lokal auftrat. Durch ihren Bruder lernte Stalknecht Jan Groenendal (1925–1994) kennen, der Trompete spielte und die Band Groninger Jazz Sociëteit leitete, den sie 1954 heiratete. 1960 trat sie als Sängerin des Ensembles De Thrianta's auf, das von dem Radioproduzenten Tonny M. van der Veen (1924–2004) geleitet wurde und fast wöchentlich im Radio bei VARA zu hören war. Im Mai 1960 war sie in einer Fernsehsendung der Nederlandse Televisie Stichting als Sängerin mit The Thrianta's, aber auch mit der Militärkapelle Johan Willem Friso und Seth Gaaikema zu erleben.
Ehemann Jan Groenendal übersetzte kurz darauf den Song Lover Come Back to Me ins Gronings. Stalknecht sang es als Laiverd, kom weer bie mij in der Radiosendung von Van der Veen; es wurde für die Plattenfirma CNR aufgenommen und 1961 auf der EP Martina Zingt Bie Martini unter dem Pseudonym Martina, begleitet vom Trio ihres Bruders veröffentlicht. Mit ihrer Interpretation von Laiverd, kom weer bie mij und von Allain is moar allain (der Gronings-Version von Bei mir bist Du scheen) wurde sie landesweit bekannt. Doch entschied sie sich trotz einiger weiterer Fernsehauftritte bewusst für ihre Familie und stellte ihre weitere  musikalische Karriere hintan. 1975 erschien Grunneger Ploatwaark, ein Gronings-Album bei Philips, auf dem sie mit zwei anderen Liedern zu hören war.
Stalknecht starb 2017 im Alter von 88 Jahren. 2019 wurde sie in die Groninger Frauengalerie von De Verhalen van Groningen aufgenommen.